# Manuela (seriál)
Manuela je italsko-argentinská telenovela z roku 1991 s Grecií Colmenaresovou a Jorgem Martinezem v hlavních rolích. Seriál má 228 dílů v argentinské a 193 v italské verzi, námět byl inspirován románem Mrtvá a živá (Rebecca) od Daphne du Maurier. Titulní píseň Manuela nazpíval pro argentinskou verzi Julio Iglesias, pro verzi italskou Pablo Olvidas.
Ústřední příběh se týká vztahu Fernanda, Isabely a Manuely, které jsou po otci sestry. Isabela byla první manželkou Fernanda, po nehodě byla prohlášena za mrtvou, ale se zohavenou tváří stále žije. Fernando se později ožení s mladší sexy Manuelou, která se své sestře velmi podobá. Manuela je pak nucena žít v domě, kde vše připomíná Isabelu, a Isabela je ochotná udělat vše, aby její sestra v manželství nebyla šťastná.